# 学校法人箕面自由学園
学校法人箕面自由学園（がっこうほうじんみのおじゆうがくえん）は、大阪府豊中市にある学校法人。東京都の自由学園とは無関係。

## 沿革
- 1926年（大正15年）4月：岸本汽船社長・岸本兼太郎によって箕面学園尋常小学校設立。
- 1947年（昭和22年）4月：箕面自由学園中学校発足（中等科と呼称）。箕面自由学園小学校と改称（初等科と呼称）。
- 同年6月：中等科が旧制浪速高等学校（現在の大阪大学）に仮移転。
- 同年10月：現在地（豊中市宮山町）に校舎竣工、初等科が移転
- 1948年（昭和23年）5月：中等科が現在地に移転
- 1951年（昭和26年）4月：箕面自由学園高等学校設立（高等科と呼称）
- 1965年（昭和40年）3月：箕面自由学園幼稚園設立
- 1996年（平成8年）4月：高等科（3年制）に特進コース・総合コース開設
- 1999年（平成11年）4月：中等科（6年制高校）に特進コース・総合コース開設
- 2002年（平成14年）4月：中等科（6年制高校）を特進一貫コースに改編

## 創設者
岸本兼太郎 (1874年生)は岸本汽船、岸本共同、寿生命保険、箕面土地の各社長のほか、阪急電鉄、三井銀行などの大株主として重役を務めた実業家で大阪府多額納税者。
父親の岸本五兵衛（1837-1927）は播磨国下東条村の農家に生まれ、大阪の回漕業「赤穂屋」の奉公人を経て北海産荷受問屋を開き、肥料商いで財を成した。
その長男の2代目岸本五兵衛（1864-1915）は、1895年、大阪実業銀行を設立して頭取に就任し、サンダーランドでロイズ指揮で製造された汽船豊州丸（原名 Fei Lung）、また神州丸を購入し、日清戦争・日露戦争時に莫大な利益を挙げて船成金となった。1908年に岸本汽船を創業。1911年には岡崎藤吉らとともに日清火災海上保険を設立した。
その弟が岸本兼太郎で、海運・保険業で築いた巨万の富を小林一三の鉄道業、不動産業などさまざまな事業に投資し、成功した。阪急電鉄の開業に伴なう箕面付近の住宅開発を手掛けた際には、箕面動物園のある山を購入して山頂に自身も豪華な別荘を建て、開発地居住者の子弟のために1924年に橋詰せみ郎の家なき幼稚園を誘致し、1926年には箕面学園尋常小学校を設立した。
第二次大戦の影響で本業の商船業が経営難となり、1944年に小学校を箕面村に売却、箕面学園は1947年に箕面自由学園に改称し再出発した。

## 運営学校

箕面自由学園幼稚園

校庭

- 箕面自由学園幼稚園
- 箕面自由学園小学校
- 箕面自由学園中学校・高等学校

## 著名な卒業生
- 35期生 - 浅原千代治 - ガラス工芸作家（天皇献上品作製）
- 42期生 - 升毅 - 俳優
- 51期生 - 中間英明 - ギタリスト ネオクラシカルメタル
- 52期生 - 山本哲也 - 能楽師
- 59期生 - 山田参助 - 歌手・漫画家（手塚治虫文化賞・日本漫画家協会賞受賞）
- 65期生 - かとうかなこ - アコーディオン奏者
- 65期生 - 斉藤優 - お笑い芸人 パラシュート部隊
- 65期生 - THE石原 - お笑い芸人
- 73期生 - 浜口順子 - タレント
- 74期生 - 桜咲彩花 - 元宝塚歌劇団花組娘役
- 77期生 - 菅沼駿哉 - サッカー選手(ガンバ大阪)
- 78期生 - 西田哲朗 - プロ野球選手